# 一色義直
一色 義直（いっしき よしなお）は、室町時代から戦国時代にかけての守護大名。

## 生涯

### 一色家嫡流の復興
永享12年（1440年）に父一色義貫が大和国の陣中で6代将軍足利義教の命を受けた武田信栄により自害に追い込まれると、一色氏の惣領には義教の寵臣で従弟の一色教親が就く。義貫には7人の子がいて、3人は父と共に討たれ、2人は教親に預けられて流罪となり、残りの2人は室町幕府政所執事伊勢貞国に預けられたといわれているが、義直が4人のうちいずれかは不明。
しかし、義貫の遺臣はその後も一色家嫡流の復興を訴え、各地で蜂起を繰り返す。嘉吉元年（1441年）の一色氏旧守護国三河国・若狭国での国人蜂起、翌年12月の延永氏の京都北野天満宮立て篭もり事件、文安元年（1444年）の氏家氏の叛乱未遂事件などがそれである。

### 足利義政の側近
宝徳3年（1451年）、33歳で没した教親には家督を継げる嗣子が無く、義直が家督を継ぐ。ここに一色氏当主の座を嫡流に戻すという義貫遺臣の願いは達成された。同時に丹後国・伊勢半国守護となる。その後、三河渥美郡・若狭小浜も知行地として手に入れる。幕政においては御相伴衆となり8代将軍足利義政の信頼を獲得、長禄元年（1457年）と寛正3年（1462年）に発生した土一揆を諸大名と共に鎮圧、寛正年間は毎年2月17日に義直の京屋形に足利義政が訪れるのが慣例となっていた（『蔭凉軒日録』）。また、丹後の領国支配に取り組み長禄2年（1458年）に段銭を課し、翌3年（1459年）に丹後国内の全荘園と所有者を記録した『丹後国諸荘園郷保惣田数帳』を編纂して丹後領内を把握、寛正4年（1463年）には小浜に到着した船の積荷を巡り若狭守護武田信賢と争っている。

### 応仁の乱
しかし、応仁元年（1467年）からの応仁の乱では武田信賢との確執と若狭・三河を復旧する目的から山名宗全が率いる西軍に味方したため、細川勝元側の東軍を支持する義政により丹後・伊勢守護職を解かれる。それまで義政の側近として花の御所の側に邸宅を与えられていた義直は東軍の本拠となった花の御所や勝元ら東軍諸将の邸宅に取り囲まれる形になり、乱が始まると京都の義直邸が真っ先に攻撃対象とされ、同年5月26日に東軍の奇襲に遭い屋敷を奪われ逃亡した（上京の戦い）。10月3日と4日の相国寺の戦いでも占拠していた相国寺を東軍に奪還され、捗々しい戦果を挙げられなかった。
丹後では東軍の下で新守護となった武田信賢と一色家の守護代延永氏の激戦が続き、北伊勢でも新守護土岐政康と一色家の守護代石川道悟との合戦が続いた。逆に細川成之の領する三河には弟・一色義遠（一色義有・土岐成頼の父、尾張知多分郡守護）の率いる軍勢が尾張知多郡から侵攻、ここでも激戦が続いている。なお、応仁2年（1468年）2月には東軍に掌握された幕府は一色義直が領する尾張知多郡を没収して幕府の御料所に編入することを宣言、乱の終結後も一色氏に返されることはなかった。文明元年（1469年）に武田・細川軍が丹後に侵入したが、延永氏の奮戦で追い出されている。
文明6年（1474年）4月、細川政元と山名政豊の間で和議が成立すると、義直は東軍に帰順・隠退し、5月に嫡男一色義春を幕府に出仕させる。幕府は丹後守護職を義春に返付、武田信賢の弟武田国信は引き渡しを拒んだが、勢いづいた丹後の一色勢は同国に駐屯していた武田勢を破り、旧領回復に成功する。三河では文明8年（1476年）、一色勢が細川成之の守護代東条国氏を自害に追い込み優勢であったが、細川成之はこの事件を契機に幕府出仕を拒否、文明10年（1478年）2月、義直が三河を放棄する旨を文書で表明し三河の一色軍は撤退した（渥美郡は従兄の一色政照が戸田宗光に譲って隠居した）。伊勢では義春に半国守護職が与えられたが（土岐政康は消息不明）、これに反撥する北畠政郷との戦いに敗れている。

### 足利義尚への出仕拒否
三河を放棄した文明10年に義直は幕府に再出仕し、義春を後見する一方で文化活動を盛んに行い、文明14年（1482年）の幕府の和歌会に度々出席したが、義春は文明16年（1484年）に19歳で没し、丹後守護職は義直に再度与えられた。しかし、文明18年（1486年）8月に禁裏の意向により義直の知行地である小浜が武田国信に与えられると、抗議のため丹後へ下向、翌長享元年（1487年）の9代将軍足利義尚による六角高頼攻め（長享・延徳の乱）にも参陣せず、代理に次男の一色義秀を参陣させた。

### 足利義材への帰順とその後
丹後在国中は直接支配に当たり寺社の半済及び修復・造営を実施、延徳2年（1490年）8月に歌人正広を招き歌会を通して交流を深めた。同年6月に武田国信が死去したことを機に幕府への復帰を決め、延徳3年（1491年）の10代将軍足利義材（後の義尹、義稙）による2度目の六角攻めには自身で参陣し、義材に代わり首実検を行っている。
明応元年（1492年）12月、足利義材の帰洛に従い暫く在京し、翌明応2年（1493年）正月、丹後で伊賀次郎左衛門の叛乱が勃発、鎮圧のため下向しているが、同年4月に起きた明応の政変と、それ以後の動向ははっきりしない。明応6年（1497年）に丹後に在国した記録が妙立寺に残され、明応9年（1500年）5月に義材の家臣伊勢貞仍が書いた歌集『下つふさ集』で、慶誉入道の出家名で貞仍と対面した記事が残るが、それを最後に消息不明となる。
家督を継いでいた一色義秀は明応7年（1498年）に反乱鎮圧に失敗して自殺し、同族とされる一色義有が後を継いだ。しかし、国内の戦乱は激しくなり、他の戦国大名の介入も招いていった。